# 斯内特基诺农村居民点
斯内特基诺农村居民点（俄语：Сныткинское сельское поселение）是俄罗斯联邦布良斯克州布拉索沃区所属的一个农村居民点。其下辖有8个居民点，行政中心为斯内特基诺。据2015年统计，该农村居民点的人口为819人。